# Isla Panales
Isla Panales är en ö i Mexiko. Det är en barriärö för lagunen Estero Agua Brava och tillhör kommunen Tecuala i delstaten Nayarit, i den centrala delen av landet. Arean är 151 kvadratkilometer. På Isla Paneles finns en liten strandort, Playa Novillero